# Khojesta Fana Ebrahimkhel

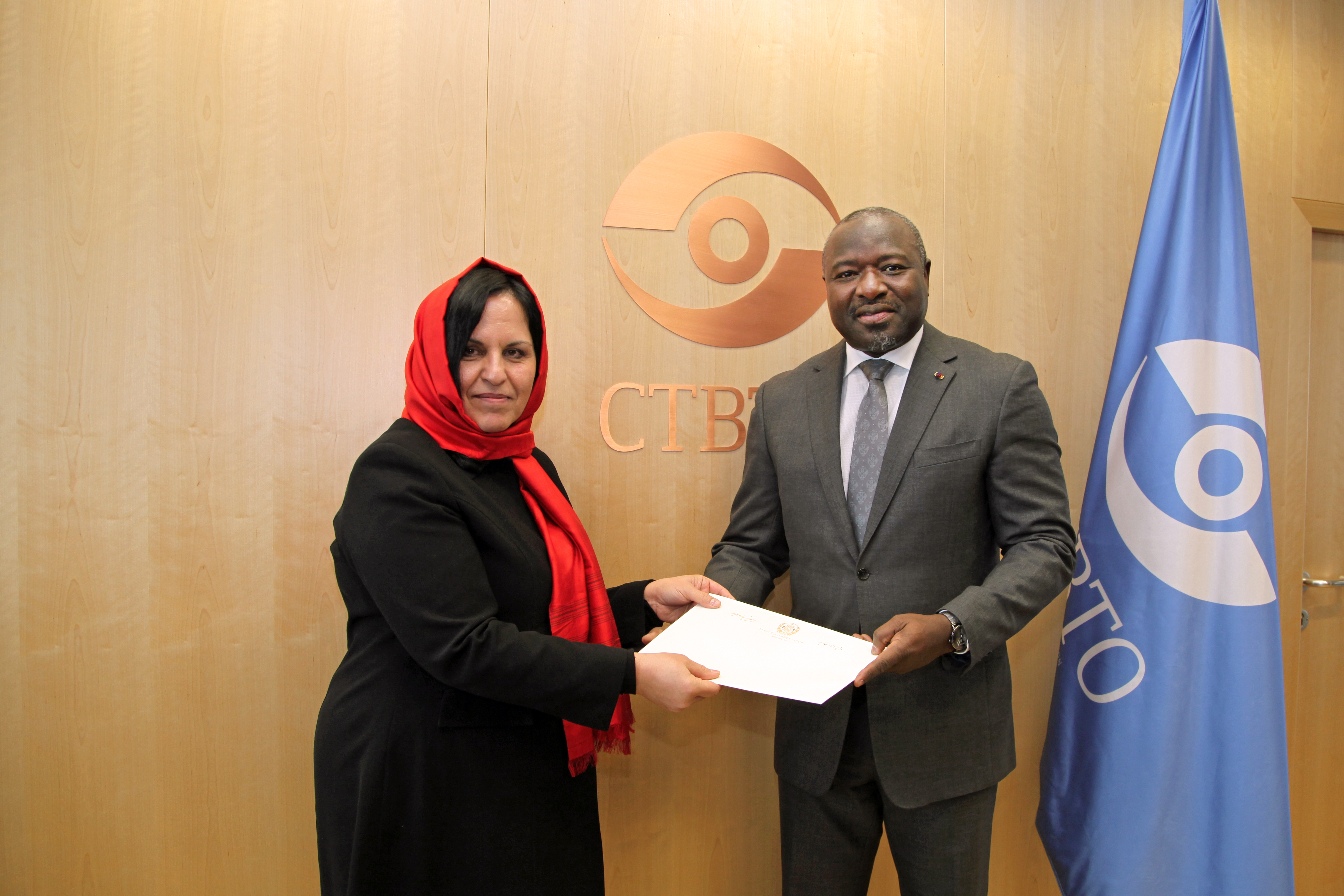
Presentaciones de Credenciales por Khojesta Fana Ebrahimkhel

Khojesta Fana Ebrahimkhel (1964, Kabul, Afganistán)es una política afgana,Embajadora Extraordinaria y Plenipotenciaria de Afganistán ante la República de Austria y Representante Permanente/Residente ante las Naciones Unidas y otras organizaciones internacionales y regionales en Viena,

## Biografía
Obtuvo una licenciatura en Ciencias Políticas, con especialización en Derecho y Diplomacia, de la Universidad de Kabul en 1982. Después de solicitar asilo en Alemania, estudió alemán, matemáticas, química y física en la Universidad de Karlsruhe. Su formación complementaria incluyen cursos de diplomacia y seminarios de gestión en Malasia y Estados Unidos. 
Trabajó como abogada en la oficina del Fiscal General en Kabul, como investigadora de delitos en el Ministerio de Asuntos Exteriores en Kabul, y -más tarde, en Alemania- hizo campaña como activista social en favor de los refugiados afganos y de los derechos de la mujer, participando activamente en la Asociación Germano-Afgana, la Asociación Alemana de Abogados y el Club Internacional de Mujeres de Alemania, al tiempo que actuaba como conferenciante y panelista, y publicaba artículos sobre los derechos de la mujer. 
Desde el 22 de septiembre de 2010 hasta el 14 de febrero de 2011 fue Encargada de Negocios interino en los Estados Unidos. 
Comenzó su carrera diplomática en el Ministerio de Asuntos Exteriores en 2006, primero como Jefa Adjunta de Gabinete y después como Jefa de Gabinete y Asesora del Ministro. Posteriormente fue Consejera en la Embajada afgana en Washington D. C., donde también actuó como Encargada de Negocios interina, así como directora general de la Oficina de Derechos Humanos y Asuntos Internacionales de la Mujer. También fundó la Asociación de Mujeres Diplomáticas Afganas. 
Habla dari, pastún, alemán e inglés.  